# Bengking
Bengking is een bestuurslaag in het regentschap Klaten van de provincie Midden-Java, Indonesië. Bengking telt 1723 inwoners (volkstelling 2010).